# Al otro lado de la ciudad
Pour plus de détails, voir Fiche technique et Distribution.
Al otro lado de la ciudad est un film dramatique espagnol réalisé par Alfonso Balcázar et sorti en 1962.

## Synopsis
Une jeune femme utilise ses charmes pour obtenir une meilleure position dans la vie, mais elle est assassinée par un amant éconduit. L'interprétation de l'actrice italienne Alida Valli est considérée comme l'un des points forts de ce film.

## Fiche technique
- Titre original : Al otro lado de la ciudad[1] (litt. « De l'autre côté de la ville »)
- Réalisation : Alfonso Balcázar
- Scénario : Miguel Cussó Giralt (es)
- Photographie : Manuel Berenguer (es)
- Montage : Ramón Biadiú
- Musique : Juan Durán Alemany
- Sociétés de production : Balcázar Producciones Cinematográficas
- Pays de production :  Espagne
- Langue originale : espagnol
- Format : Noir et blanc - Son mono - 35 mm
- Genre : Drame
- Durée : 90 minutes
- Dates de sortie : 
  - Espagne : 2 juillet 1962 (Barcelone) ; 17 septembre 1962 (Madrid)

## Distribution
- Alida Valli
- Louis Seigner
- María Francés (es)
- Luís García Ortega
- Ángela Bravo
- José Campos
- Margit Kocsis